# Harriet Margaret Louisa Bolus
Harriet Margaret Louisa Bolus (Burgersdorp, 31 luglio 1877 – Città del Capo, 5 aprile 1970) è stata una botanica sudafricana.
Ha catalogato il maggior numero di piante rispetto ad ogni altra scienziata, le sono assegnate 1494 specie.